# Selenops caney
Selenops caney är en spindelart som beskrevs av Alayón 2005. Selenops caney ingår i släktet Selenops och familjen Selenopidae.
Artens utbredningsområde är Kuba. Inga underarter finns listade i Catalogue of Life.